# ボリビア深発地震
ボリビア深発地震（ぼりびあしんぱつじしん）とは、ボリビア時間1994年6月8日20時33分16.2秒にボリビアのラパス県とベニ県の境界を震央として発生した地震。震源まで631kmという極めて深い深発地震であるにもかかわらず、Mw8.2という規模のため死者10人を出す災害となった珍しいケースである。

## 振動
この地震は、ボリビアの首都ラパスから約320km離れた、人のほとんどいないジャングルを震央として発生した。震源は震央から631kmという、深発地震の中でも極めて深い深度で発生した。震源はナスカプレートが南アメリカプレートの下に沈み込んでいる場所である。地震は48×32km (30×20mi) の断層が動いたことで発生し、Mw8.2という極めて規模の大きなものであったため、ラパスでメルカリ震度階級VIという強い揺れを観測したのをはじめとし、南アメリカの広範囲で身体に感じる程度の振動を観測した。更には、遠く離れたアメリカ合衆国のいくつかの州、およびカナダのトロントでも地震計が揺れを検知した。
| 震度 | 国名           | 都市名 |
| ---- | -------------- | --- |
| VI   | ボリビア       | ラパス |
| IV   | ペルー         | アレキパ・モケグア・プーノ・タクナ                                                                                   |
| IV   | チリ           | アリカ |
| III  | ペルー         | モヨバンバ・リオハ・タラポト                                                                                         |
| III  | チリ           | イキケ |
| III  | エクアドル     | グアヤキル |
| II   | チリ           | コピアポ |
| II   | エクアドル     | キト |
| I    | チリ           | サンティアゴ・デ・チレ                                                                                               |
| 有感 | アメリカ合衆国 | プエルトリコ |
| 有感 | ドミニカ共和国 | |
| 有感 | ウルグアイ     | |
| 無感 | アメリカ合衆国 | ロサンゼルス・レントン・オマハ・スーシティ・ミネアポリス・ラクロス・シカゴ・パーカーズバーグ・ノーウィッチ・ボストン |
| 無感 | カナダ         | トロント |

## 被害
震源が深さ数百kmという高深度の地震では、地震波が減衰し規模の大きさに比べて地震動による災害は少なかった。しかし地震波の長周期の成分は減衰しにくく、これが近年では地盤の弱い土地の開発や高層ビルなどで共振により大きな揺れとなり災害が発生するようになった。この地震ではそのような場所での災害により死者を複数出す事態になった。
最大の被害が出たのはペルーで、特に南部で家の倒壊や多数の地すべりが多発した。クスコ県では地すべりや建物から落下した破片、また地震のショックによる心臓発作であわせて10人が死亡した。また、タクナではいくつかの建物に損傷が生じた。
震央のあるボリビアでは、最大震度VIを観測したラパスのほか、オルロとコチャバンバのいくつかの高層ビルが、地震の揺れによっていくつかの窓ガラスが壊れ、また構造的な損傷が生じた。
そのほか、チリのアリカ、およびブラジルのブラジリア、カンポ・グランデ、ポルト・ヴェーリョ、マナウスでいくつかの建物に損壊が生じた。